# Lolita Lymoura
Ioulitī Lymoura, detta Lolita (in greco Ιουλίτη "Λολίτα" Λύμουρα?; Il Pireo, 10 marzo 1985), è un'ex cestista greca.

## Carriera
Con la Grecia ha disputato due edizioni dei Campionati mondiali (2010, 2018) e cinque dei Campionati europei (2003, 2005, 2009, 2015, 2017).